# رينيه فيليكس
رينيه فيليكس (بالألمانية: René Felix)‏ (23 يونيو 1990 بفيينا في النمسا - ) هو لاعب كرة قدم نمساوي في مركز الهجوم. لعب مع أوستريا فيينا ونادي سانت بولتن ونادي فينر و1. Wiener Neustädter SC ‏ وFC Lustenau 07 ‏ ونادي فلوريدسدورفر ‏ وSV Wienerberg ‏ وفيينا سبورت كلوب ‏.

## وصلات خارجية
- رينيه فيليكس على موقع قاعدة بيانات كرة القدم.إي يو (الإنجليزية)
- رينيه فيليكس على موقع Soccerway.com (الإنجليزية)